# 김효정 (바둑 기사)
김효정(한국 한자: 金孝貞, 1981년 2월 14일 ~ )은 대한민국의 바둑 기사이다.

## 약력
- 1996년 입단, 제3기 여류국수전 본선
- 1997년 제4기 여류국수전 본선
- 1998년 제5기 여류국수전 본선
- 1999년 제1기 여류명인전 본선
- 2002년 제4기 여류명인전 본선
- 2010년 제4기 여류기성전 8강
- 2011년 한국기원 이사 선임
- 2013년 제31대 기사회장(여성 최초 기사회장)
- 성균관대학교 한문학과 졸업, 동대학원 석사
- 1999~ 바둑TV, KBS 진행 및 해설
- 2001~2006 EBS바둑교실 진행
- 여류프로기사회 회장
- 국민일보 '김효정의 바둑이야기' 기고
- 부안군 바둑홍보 대사